# Zona reservada Chancaybaños
La zona reservada Chancaybaños (ZRC) es un área protegida en el Perú que se encuentra en el departamento de Cajamarca, provincia de Santa Cruz, distrito de Chancaybaños.
Fue creado el 14 de febrero de 1996, mediante Decreto Supremo N.º 001-96-AG.. Tiene una extensión de 2 628,00 hectáreas.
Está ubicada en el distrito de Chancaybaños en la provincia de Santa Cruz, departamento de Cajamarca.